# Arminius (veldheer)

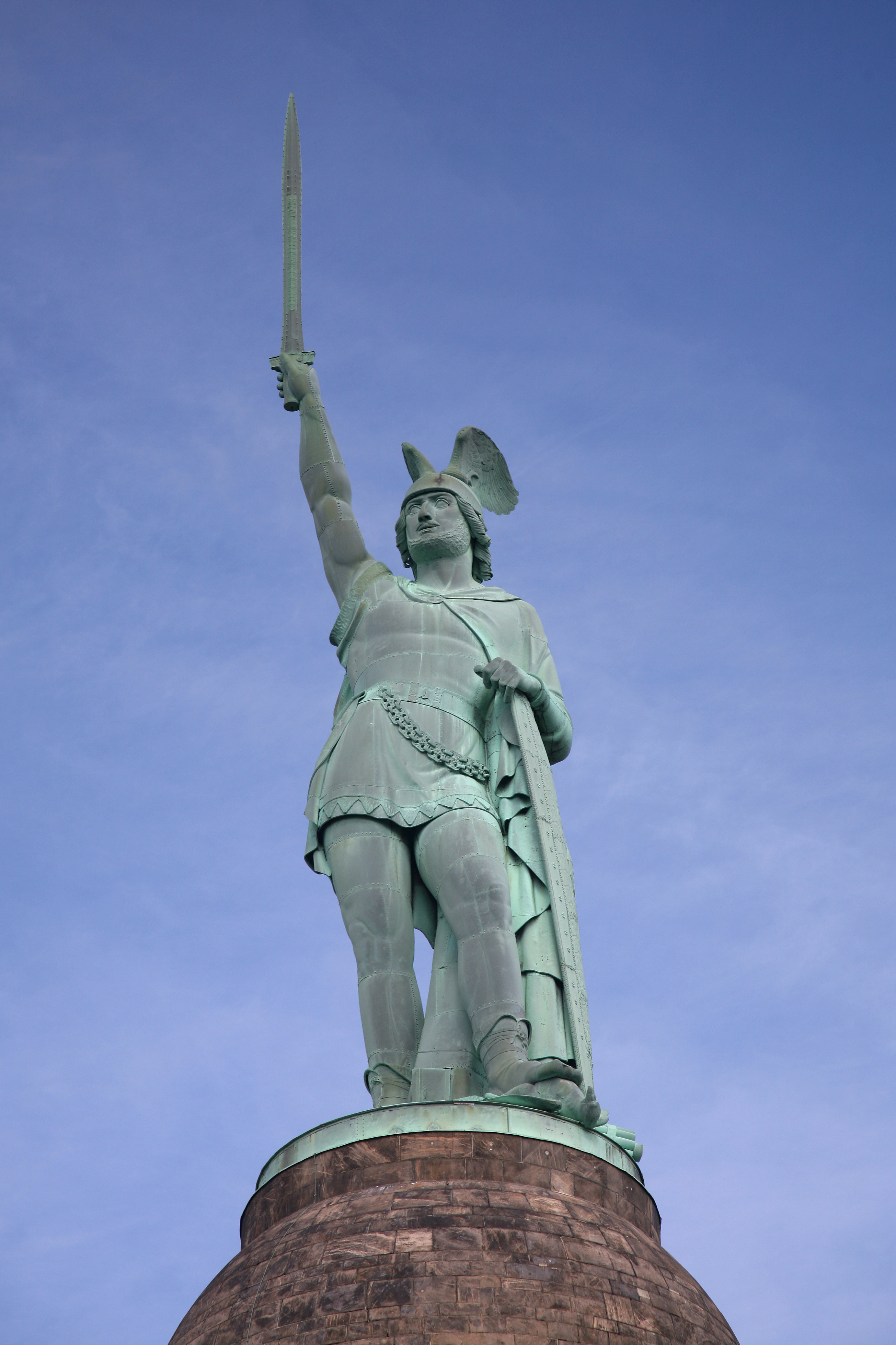
In de 19e eeuw was Arminius ('Hermann der Cherusker') symbool voor het Duits nationalisme. Het 53,5 meter hoge Hermannsdenkmal werd tussen 1838 en 1875 in het Teutoburger Woud gebouwd.

Arminius (Duits: Hermann der Cherusker) (ca. 18 v.Chr. - ca. 19 n.Chr.) was een Germaanse aanvoerder. Hij stond aan het hoofd van een verbond van Germaanse stammen, dat erin slaagde de Romeinen een vernietigende slag toe te brengen in de Slag bij het Teutoburgerwoud, en van de Elbe naar de Rijn terug te dringen. Arminius was afkomstig van de stam der Cherusken en diende een tijdlang als officier in het Romeinse leger.

## Afkomst, jeugd en opvoeding
Over het leven dat hij voor de slag bij het Teutoburgerwoud leidde, zijn niet veel biografische gegevens bekend. Wel staat vast dat Arminius uit een van de leidende families van zijn volk, de Cherusken stamde. Als Arminius in 19 n.Chr. sterft, is hij zevenendertig jaar oud. Dat betekent dat hij rond 18-17 v.Chr. werd geboren. Hij was een zoon van een van de leidende Cheruskische stamhoofden, Sigimer of Segimer. Zijn oom, ook een leidend stamhoofd was Inguiomerus. Velleius Paterculus noemt Arminius' vader princeps gentis eius ("de eerste onder zijn volk"), wat vaak met de etymologisch gelijkende vertaling "vorst" wordt vertaald. De naam van zijn moeder, die in het jaar 16 n.Chr. nog in leven was, wordt niet vermeld. Arminius' vader en zijn oom Inguiomer stonden aan de kant van de Romeinen. Zijn vader was de aanvoerder van de pro-Romeinse partij onder de Cherusken.
Over zijn jeugd weten we weinig, maar in 9 n.Chr. (hij is dan ongeveer 27 jaar) is hij een vertrouweling van Varus, de gouverneur van Germania. Hij spreekt vloeiend Latijn en is aanwezig bij de banketten van de gouverneur. Gezien zijn geboortejaar heeft hij als kind de veldtochten van Drusus en Tiberius meegemaakt. Gezien zijn goede Latijn, zijn hoge positie binnen het Romeinse leger, het feit dat zijn vader een bondgenoot van de Romeinen was en het feit dat er van hem geen Germaanse naam is overgeleverd, is het niet zo onwaarschijnlijk dat hij een deel van zijn kinderjaren als gijzelaar van de Romeinen binnen het Romeinse Rijk heeft doorgebracht. Als bewijs voor zijn goede Latijn kan de passage van Tacitus uit Annales (II, 9-10) dienen: een twistgesprek tussen de broers, Flavus en Arminius, die gescheiden worden door hun wederzijdse haat en de rivier de Wezer, met de Romeinse troepen op de ene oever en de Cheruskische strijdmacht op de andere. Het gesprek loopt volkomen uit de hand, beide partijen schreeuwen om hun paard en wapens en Tacitus vermeldt dat Arminius in een scheldpartij er heel wat Latijn door gooit, wat de hypothese dat Arminius een Romeinse opvoeding heeft gehad aannemelijker maakt. In een hevige ruzie valt men immers terug op de taal waarmee men is opgevoed. Tacitus zelf schrijft Arminius' gebruik van het Latijn bij die gelegenheid toe aan het feit dat hij als leider van inheemse troepen in het Romeinse kamp had gediend.
Net als zijn broer Flavus diende Arminius als aanvoerder van Germaanse strijdverbanden (ductor popularium) lange tijd in het Romeinse leger. Hij was derhalve voortreffelijk op de hoogte van hoe het er in het Romeinse leger aan toeging. In deze functie van ductor popularium diende hij ook tijdens de aan de Illyrische opstand voorafgaande veldtocht (prior militia) van de late herfst van 4 n.Chr. tot ten minste 6 n.Chr. in het Romeinse leger. Daarbij verwierf hij zich het Romeinse burgerrecht, alsook de rang van ridder en leerde hij (als hij dat al niet eerder had gedaan) de Latijnse taal. Waarschijnlijk nam Arminius met zijn strijdgroep in de jaren 6-7 n.Chr. deel aan de onderdrukking van de Illyrische opstand.

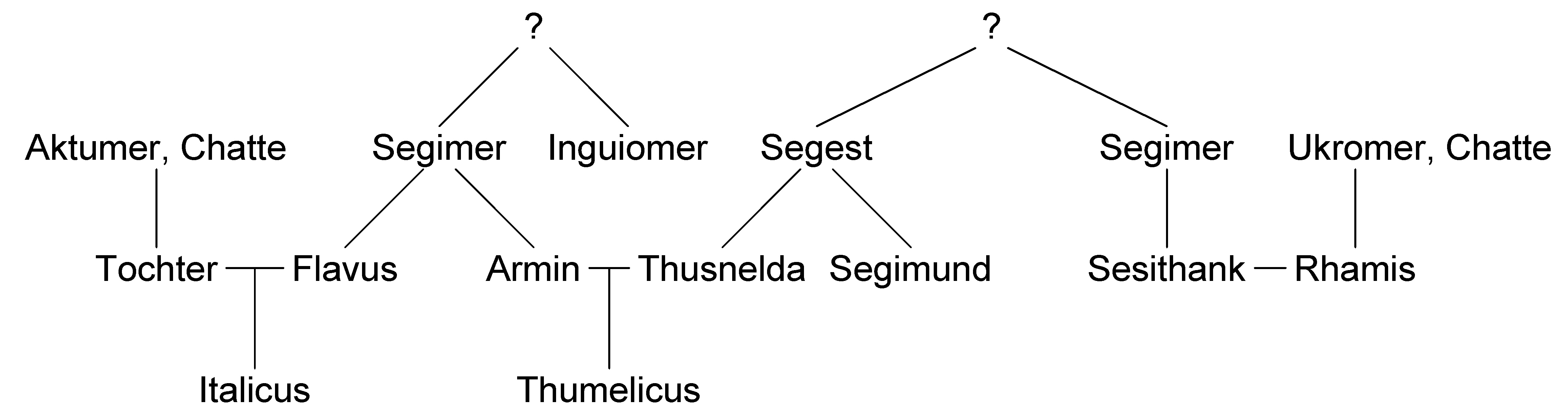
Stamboom van Arminius

Herhaalde aannamen dat Arminius in het Romeinse leger een carrière als "beroepsmilitair" nastreefde of dat hij "een sterk op een reguliere eenheid van hulptroepen lijkend" strijdverband van Cherusken commandeerde, zijn onbewijsbare of anachronistische veronderstellingen. Rond 7/8 n.Chr. keerde Arminius in het Cheruskische stamgebied terug. Op het moment van zijn terugkomst woedde er een machtsstrijd in de Cheruskische top. Segestes, de vader van Thusnelda, was tegen het huwelijk van zijn dochter met Arminius, die Thusnelda waarschijnlijk rond deze tijd ontvoerde en tot zijn vrouw maakte.

## De opstand
Hoe Arminius ertoe is gekomen een opstand te ontketenen weten we niet, maar waarschijnlijk hebben zijn persoonlijke ervaringen in Germania hierbij een rol gespeeld. Uit de verwijten die Arminius maakte na de ontvoering van zijn vrouw Thusnelda door haar vader Segestes, kan men opmaken dat de Romeinse straffen zoals kruisiging en de belastingen samen met de ontberingen, die een lange oorlog meebrengen, hem tot verzet prikkelden.
Deze Segestes, eveneens een Cherusk en de onvrijwillige schoonvader van Arminius, verweet hem zijn dochter te hebben geroofd. Uit de beschrijving van de uitlevering van Thusnelda kan men echter opmaken dat ze eerder geschaakt dan ontvoerd is. Dat wil zeggen dat Thusnelda vrijwillig met Arminius is meegegaan. Segestes deed zijn beklag bij Varus en lichtte hem in omtrent de dreigende opstand. Varus ondernam geen actie, in de veronderstelling dat de Germanen zich bij een Romeinse overheersing hadden neergelegd. Er volgde een laatste banket, waarbij zowel Varus als Segestes aanwezig waren.
Zeker is dat Arminius zich in een ideale positie manoeuvreerde om een opstand te ontketenen, enerzijds door intensieve contacten met de verschillende stammen te onderhouden en anderzijds door het vertrouwen van Varus te winnen. Met het bericht dat verschillende stammen in opstand waren gekomen, lokte hij Varus weg van de gebruikelijke route naar een smalle landstrook tussen de Kalkrieser Berg bij Osnabrück en het veen, zodat hij de lange en zwaarbepakte colonne in de flank kon aanvallen en de legionairs de keuze hadden tussen bergop aanvallen of het veen ingedreven worden, zonder tijd om zich te groeperen in slagorde.
Na deze eerste klap trokken de restanten van de drie legioenen verder. Echter, in vijandelijk terrein, ver van de gebruikelijke route en zonder de hulp van Germaanse gidsen maakten de Romeinen geen schijn van kans. Varus pleegde ten slotte zelfmoord en slechts een enkeling kon aan de slachting ontsnappen. Samen met de manschappen gingen de aquilae (adelaars) van het XVIIe, XVIIIe en XIXe legioen verloren.
Dit was de grootste ramp die de Romeinen ooit heeft getroffen sinds de invallen van de Cimbren en Teutonen. Augustus dwaalde 's nachts door zijn paleis en smeekte de schim van Varus hem zijn legioenen terug te geven. De gehele bezettingsmacht van Germania was vernietigd en de Romeinen trekken zich terug op de Rijn.

## De wraak van Germanicus
Pas vijf jaar later, in 14 na Christus, steekt Germanicus de Rijn weer over, in eerste instantie om de schande van de rebellie in Germania Inferior met het bloed van de Marsen uit te wissen, later openlijk met het doel de nederlaag van Varus te wreken. Na diverse moordpartijen te hebben aangericht onder nietsvermoedende Marsen en de Chatten, begint Germanicus een achtervolging op Arminius.
Ondertussen (16 na Christus) is de controverse tussen Segestes, die tegen zijn wil in de oorlog is meegesleept, en Arminius op zijn hoogtepunt beland. Segestes ontvoert de vrouw van Arminius, Thusnelda. Segestes, die inmiddels door zijn landgenoten belegerd wordt, stuurt een gezantschap naar de Romeinen. Hij wordt door Germanicus ontzet, loopt over en levert Thusnelda, die zwanger is, uit aan Germanicus.
Dit jaagt niet alleen de Cherusken, maar ook alle omringende stammen in het harnas. Arminius is woedend en vliegt in razende galop langs de stammen om hun steun te verkrijgen. Ook Inguiomerus, de oom van Arminius en een invloedrijk man, zowel bij de Romeinen als bij de Germanen, kiest hierdoor de kant van Arminius.
De troepen van Germanicus worden in de val gelokt, niet ver van de plaats waar Varus zijn nederlaag leed en Germanicus weet ternauwernood een ramp te voorkomen. Ondertussen (15 n.Chr.) is de zomer vergevorderd en Germanicus breekt zijn achtervolging af om naar zijn winterkwartieren terug te keren. Op de terugweg naar de winterkwartieren echter wordt Caecina, onderbevelhebber van Germanicus, die op weg is naar Castra Vetera (Xanten) bij de Ponti Longi (lange bruggen), door Arminius overvallen. Omdat de Germaanse troepen lichtbewapend zijn en een grote mate van terreinkennis hebben, zijn ze veel sneller dan de Romeinse troepen, die zwaar beladen zijn, zwaar bewapend en vergezeld worden door (voor die tijd) zware artillerie. Dit geeft Arminius en Inguiomerus de keuze van het slagveld. Caecina moet zijn aandacht verdelen tussen het herstellen van de ponti longi - een stelsel van bruggen en dijken door het veen, die door L. Domitius in de tijd van Drusus zijn aangelegd - en de troepen van Inguiomerus en Arminius.
De laatste wil Caecina bestrijden zoals Varus en wachten tot de Romeinen het kamp verlaten. Inguiomerus is ongeduldig en wil het kamp overrompelen en krijgt een groot gedeelte van zijn manschappen achter zich en het kamp wordt aangevallen. Caecina echter weet de Germanen, die op een gedemoraliseerd legioen rekenen, te verrassen en kan ternauwernood naar de Rijn ontsnappen.
Het jaar daarop organiseert Germanicus een nog grootsere veldtocht. Hij laat duizend schepen bouwen, en na de Marsen en de Chatten nogmaals te hebben overvallen, valt hij nu aan over de Oceaan (de Noordzee) en de monding van de Eems, waarbij de Chauken hem hulptroepen aanbieden. Bij de Weser komt het eerst tot het bovengenoemde twistgesprek tussen Arminius en zijn broer Flavus en later tot een veldslag op de vlakte van Idavisto, ten oosten van de Weser. Germanicus behaalt de overwinning en drijft de Germanen op de vlucht. Arminius blijft ongedeerd, maar Inguiomerus raakt zwaargewond. In Romeinse gelederen gaat het gerucht dat de Chauken Arminius hebben laten ontsnappen.

## Arminius en Maroboduus
Spoedig hierna (17 n.Chr.) raken de Cherusken in conflict met de Sueben. De Sueben hebben een vredesverdrag gesloten met Tiberius, toen deze nog veldheer in Germania was, en Maroboduus ziet mogelijkheden voor een makkelijke gebiedsuitbreiding. Arminius is echter, dankzij de opstand, zeer populair. Maroboduus heeft de koningstitel aangenomen en dit zet kwaad bloed bij de Sueben.
Arminius is daarom niet alleen verzekerd van de steun van de Cherusken en hun oude bondgenoten, maar kan ook rekenen op de steun van twee Suebische stammen: de Semnonen en de Longobarden. Inguiomerus loopt naar Maroboduus over en vecht aan diens zijde omdat hij als oom en met het oog op zijn hoge leeftijd weigert bevelen aan te nemen van de zoon van zijn broer. Het komt tot een veldslag en Maroboduus wordt verslagen. De positie van Maroboduus is nu zeer wankel en na een staatsgreep door Catualda, op instigatie van Drusus, de zoon van Tiberius, wordt hij ten val gebracht en vlucht over de Donau, overgeleverd aan de genade van Tiberius met wie hij eens een vredesverdrag heeft gesloten. Catualda wordt later verjaagd door de Hermunduren onder hun aanvoerder Vibilius.

## De dood van Arminius
In het jaar 19 biedt Adgendestrius, de leider van de Chatten, de Senaat aan Arminius te vergiftigen, als de Romeinen het vergif leveren. De Romeinen weigeren, zeggende dat zij slechts wraak zullen nemen met de wapens in de hand. Maar nadat de Romeinen waren vertrokken en Maroboduus verdreven, komt Arminius in conflict met zijn stamgenoten omdat hij de titel koning opeist. Men neemt de wapens tegen hem op en beide partijen hebben afwisselend succes. Uiteindelijk komt hij door verraad in eigen kring om het leven.

## Tacitus over Arminius
Tacitus, Annales II 88.
"... zonder twijfel de bevrijder van Germania, en iemand die, anders dan andere koningen en leiders, niet het Romeinse volk in zijn beginperiode, maar het rijk in zijn volle bloei heeft uitgedaagd - met wisselend succes in de strijd, maar niet verslagen in de oorlog. Hij is zevenendertig jaar oud geworden en had twaalf jaar de macht, en wordt nog steeds bezongen bij de barbaarse volkeren, is onbekend in de annalen van de Grieken (die alleen bewondering hebben voor hun eigen geschiedenis) en geniet geenszins dezelfde roem bij ons Romeinen, die het verleden verheerlijken en niet nieuwsgierig zijn naar recente gebeurtenissen."

## Media
De stripreeks De adelaars van Rome vertelt over Arminius en de Slag bij het Teutoburgerwoud. In de Netflix-serie Barbaren (2020-2022) wordt het personage Arminius gespeeld door Laurence Rupp.